# 제5회 전국동시지방선거
제5회 전국동시지방선거는 2010년 6월 2일 수요일에 실시된 선거이다. 본 선거에서 대한민국 지방의회의원 및 지방자치단체장을 선출하였다.

## 선거 제도

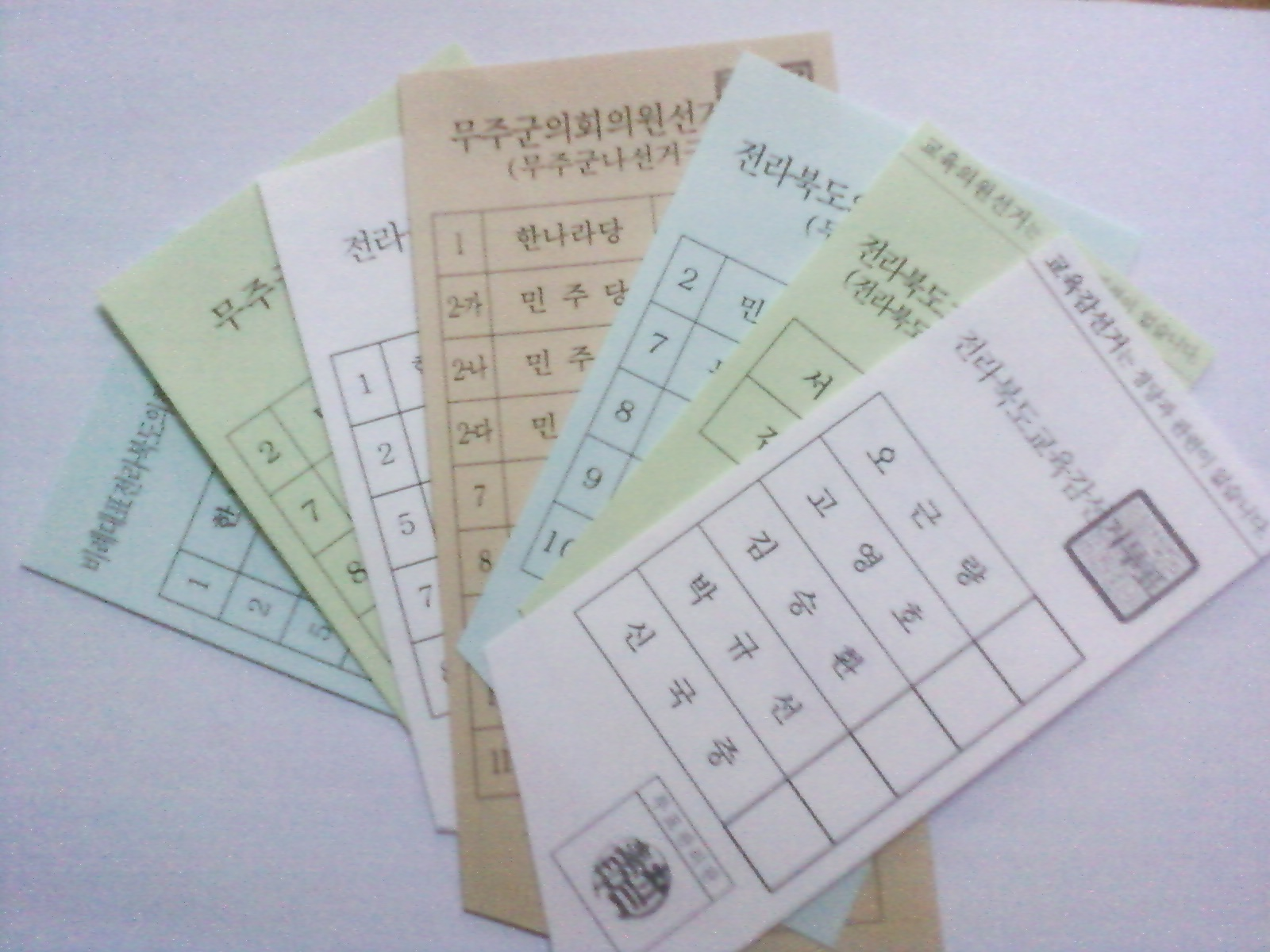
전라북도 무주군 나선거구 투표용지

제5회 지방선거에서는 총 8개의 선거가 치러지기 때문에 유권자는 1인 8표를 행사한다. 투표 용지는 4장으로 나뉘어 사용된다. 1차 투표 용지에는 교육감(하얀색)과 교육의원(연두색), 광역자치단체의원(하늘색), 기초자치단체의원(계란색)을 기표하며, 2차 투표 용지에는 광역자치단체장(하얀색)과 기초자치단체장(연두색), 광역자치단체의원 비례대표(하늘색), 기초자치단체의원 비례대표(계란색)를 기표한다. 다만 제주특별자치도는 기초자치단체장과 기초자치단체의회 의원을 선출하지 않아 이번 지방 선거에서 총 5개의 선거가 치러지므로 유권자는 1인 5표를 행사한다.

## 투표 자격
주민의 대표를 선출하는 지방선거는 국민의 대표인 대통령이나 국회의원을 선출하는 선거와는 달리 선거권자의 투표 자격에 다소 차이가 있다. 선거구 관할 구역에 주민등록이 되어 있어야 하며, 일정 자격을 갖춘 외국인도 투표할 수 있다. 중앙선거관리위원회는 5월 14일 현재 총인구수 4997만 4331명의 77.7%에 해당하는 3886만 1788명의 선거권자가 선거인명부에 등재되었다고 밝혔다.
| 유형               | 남성 (백만.) | 여성 (백만.) | 총 합계 (백만) | 백분위  |
| ------------------ | ------------ | ------------ | -------------- | ------- |
| 일반 투표 대상     |              |              | 37.9           | 97.6 %  |
| 부재자 투표 대상   |              |              | 0.9            | 2.3 %   |
| 재외국민 투표 대상 |              |              | 0.06           | 0.15 %  |
| 외국인 투표 대상   |              |              | 0.01           | 0.02 %  |
| 총 합계            | 19.1         | 19.7         | 38.8           | 100.0 % |

## 참여 정당
제5회 지방 선거에는 총 15개 정당이 후보자를 등록하였다.
- 국회에 의석이 있는 당 : 한나라당, 민주당, 자유선진당, 민주노동당, 창조한국당, 진보신당, 국민중심연합
- 국회에 의석이 없는 당 : 건국당, 국민참여당, 국제녹색당, 미래연합, 사회당, 자유평화당, 친박연합, 평화민주당

| 기호        | 정당         | 비고 |
| ----------- | ------------ | --- |
| 1           | 한나라당     | 5명 이상의 지역구 국회의원이 있거나 직전 선거(대통령, 비례대표 국회의원 또는 비례대표 광역의회 선거)에서 전국 유효투표 총수의 100분의 3 이상을 득표한 정당은 전국적으로 통일된 기호를 먼저 가지며, 그 기호는 후보를 공천하지 않아도 다른 정당이나 무소속 후보가 쓸 수 없는 고정 기호이다. |
| 2           | 민주당       | 5명 이상의 지역구 국회의원이 있거나 직전 선거(대통령, 비례대표 국회의원 또는 비례대표 광역의회 선거)에서 전국 유효투표 총수의 100분의 3 이상을 득표한 정당은 전국적으로 통일된 기호를 먼저 가지며, 그 기호는 후보를 공천하지 않아도 다른 정당이나 무소속 후보가 쓸 수 없는 고정 기호이다. |
| 3           | 자유선진당   | 5명 이상의 지역구 국회의원이 있거나 직전 선거(대통령, 비례대표 국회의원 또는 비례대표 광역의회 선거)에서 전국 유효투표 총수의 100분의 3 이상을 득표한 정당은 전국적으로 통일된 기호를 먼저 가지며, 그 기호는 후보를 공천하지 않아도 다른 정당이나 무소속 후보가 쓸 수 없는 고정 기호이다. |
| 5           | 민주노동당   | 5명 이상의 지역구 국회의원이 있거나 직전 선거(대통령, 비례대표 국회의원 또는 비례대표 광역의회 선거)에서 전국 유효투표 총수의 100분의 3 이상을 득표한 정당은 전국적으로 통일된 기호를 먼저 가지며, 그 기호는 후보를 공천하지 않아도 다른 정당이나 무소속 후보가 쓸 수 없는 고정 기호이다. |
| 6           | 창조한국당   | 5명 이상의 지역구 국회의원이 있거나 직전 선거(대통령, 비례대표 국회의원 또는 비례대표 광역의회 선거)에서 전국 유효투표 총수의 100분의 3 이상을 득표한 정당은 전국적으로 통일된 기호를 먼저 가지며, 그 기호는 후보를 공천하지 않아도 다른 정당이나 무소속 후보가 쓸 수 없는 고정 기호이다. |
| (7)         | 진보신당     | 7번부터는 변동기호이다. 두 정당은 국회의원 1명씩 보유하여 우선권 있으나,후보를 내지 않으면 변동기호로 채워진다. 18대 총선에 참여한진보신당이 앞번호를 받는다. |
| (8)         | 국민중심연합 | 7번부터는 변동기호이다. 두 정당은 국회의원 1명씩 보유하여 우선권 있으나,후보를 내지 않으면 변동기호로 채워진다. 18대 총선에 참여한진보신당이 앞번호를 받는다. |
| 변 동 기 호 | 건국당       | 가나다 순서로 채워진다. 무소속은 정당 후순으로 배정되며,복수의 무소속 후보는 추첨에 따라 배정된다. |
| 변 동 기 호 | 국민참여당   | 가나다 순서로 채워진다. 무소속은 정당 후순으로 배정되며,복수의 무소속 후보는 추첨에 따라 배정된다. |
| 변 동 기 호 | 국제녹색당   | 가나다 순서로 채워진다. 무소속은 정당 후순으로 배정되며,복수의 무소속 후보는 추첨에 따라 배정된다. |
| 변 동 기 호 | 미래연합     | 가나다 순서로 채워진다. 무소속은 정당 후순으로 배정되며,복수의 무소속 후보는 추첨에 따라 배정된다. |
| 변 동 기 호 | 사회당       | 가나다 순서로 채워진다. 무소속은 정당 후순으로 배정되며,복수의 무소속 후보는 추첨에 따라 배정된다. |
| 변 동 기 호 | 자유평화당   | 가나다 순서로 채워진다. 무소속은 정당 후순으로 배정되며,복수의 무소속 후보는 추첨에 따라 배정된다. |
| 변 동 기 호 | 친박연합     | 가나다 순서로 채워진다. 무소속은 정당 후순으로 배정되며,복수의 무소속 후보는 추첨에 따라 배정된다. |
| 변 동 기 호 | 평화민주당   | 가나다 순서로 채워진다. 무소속은 정당 후순으로 배정되며,복수의 무소속 후보는 추첨에 따라 배정된다. |

## 정당별 주요 공약

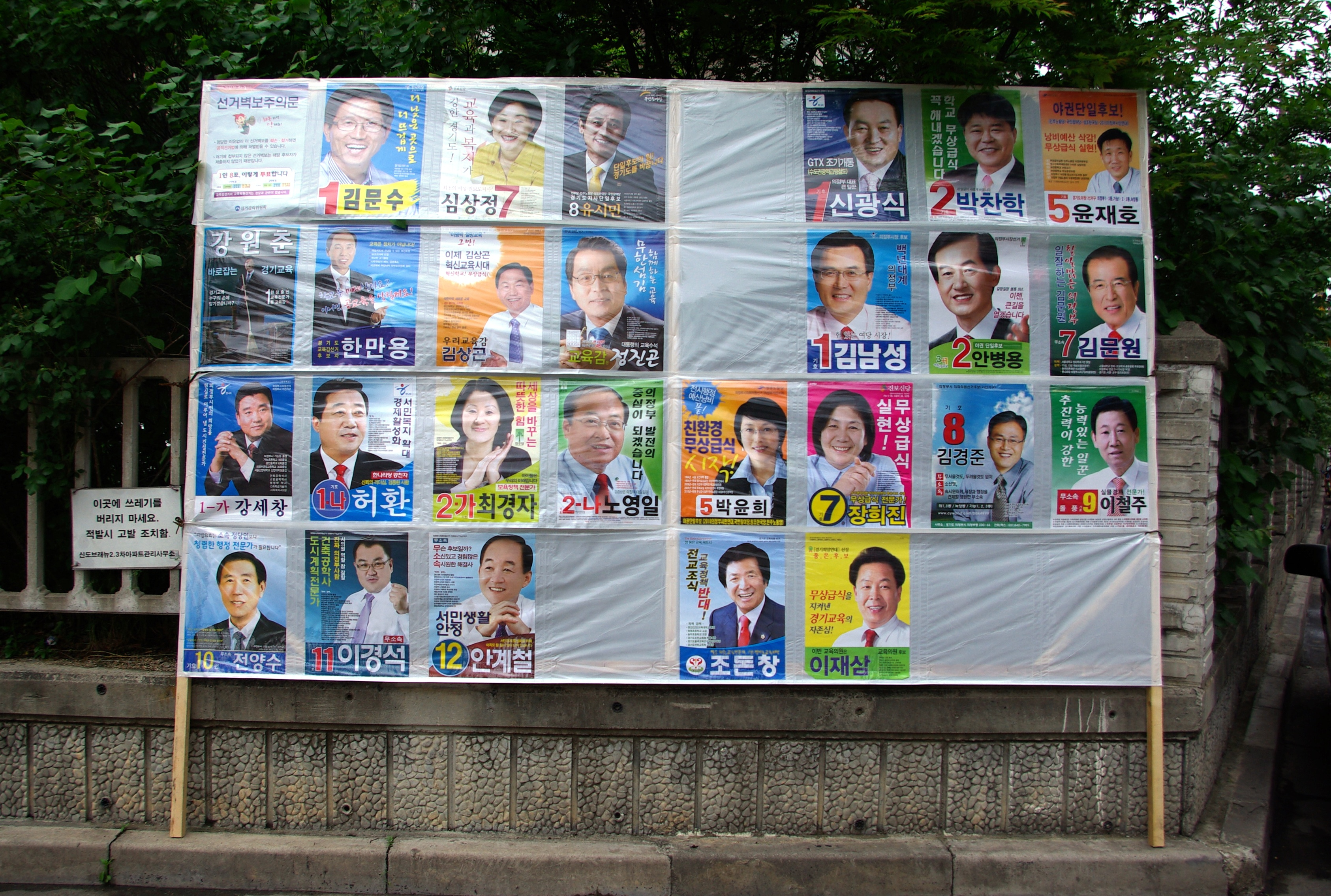
경기도 의정부시 가 선거구의 포스터

### 일자리
한나라당
한나라당의 일자리 관련 공약엔 공공 부문에 약 30만 개의 일자리를 만들어 근로능력이 있는 저소득층과 청년층, 노인층에 골고루 혜택이 돌아가도록 하며 지역 실정에 맞는 특화사업을 지원해 일자리를 창출하는 안이 포함되었다. 각 후보가 일자리 창출 목표를 공약하고 당선된 이후에도 일자리 목표와 추진 실적이 어느정도 되는지 공시하도록 했다.
야권연합
민주당의 일자리 공약으로 사회서비스 일자리 약 100만 개 창출 및 비정규직 지원 강화 및 중소기업·자영업자에 대한 지원 강화 그리고 교사, 경찰, 소방, 공무원 등 공공부문의 부족인력을 충원하는 것을 비롯해 정부의 재정지출을 통한 직접 일자리 창출 등의 방안을 제시했다. 또 대형마트·직영 대기업슈퍼마켓(SSM) 허가제를 관철해 중소 자영업자를 보호하겠다고 공약했다. 지방재정을 확충하고 지역의 문화·예술·관광·언론에 대한 지원 강화 또한 공약에 담겼다.
자유선진당
자유선진당은 일자리 정책에서 ‘최초고용제도’를 내걸었다. 중소기업이 청년을 처음부터 정규직으로 채용하면 3년간 1인당 최저 임금의 35%를 세액공제해 주겠다는 것이다. 또 지역인력개발센터에서 업종별 인력을 확보해 출산휴가나 육아휴직 기간에 대체인력을 활용할 수 있도록 관리하겠다고 공약했다.

### 복지 및 무상급식
한나라당
한나라당은 저소득층, 농어촌 학생을 위주로 2012년까지 197만명에게 무상급식을 펼치겠다는 공약을 펼쳤다. 특히 한나라당 김문수 경기도지사 후보는 현재 수업이 없는 휴일이나 방학기간에 무상급식을 받는 취약계층 학생 12만여 명을 앞으로 4년 동안 19만 명으로 단계적으로 늘리겠다는 것이 그 대표적이다. 또 고소득층 30%를 제외한 모든 0∼5세 아동에 대한 보육시설과 유치원비를 전액 지원하겠다고 약속하였다. 이 밖에 임신·출산 진료비 지원을 현재의 30만 원에서 50만 원까지 확대하고 남편 출산휴가를 현재의 무급 3일에서 유급 5일로 늘리는 방안이 포함되었다.
야권연합
민주당을 필두로한 야권연합은 '의무교육 친환경 무상급식 실시', 2011년부터 초중고 모든 학생에게 친환경 무상급식 전면 실시를 공약으로 삼았다. 한나라당이 저소득층부터 순차적으로 무상급식을 확대한다는 방침인 것과 달리 민주당은 소득에 관계없이 전면적으로 무상급식을 실시하겠다고 밝히고 있다. 또한 0∼5세 영·유아 무상 보육 및 교육 실시, 어버이날의 공휴일 지정과 기초노령연금 급여 대상 확대 등 노인복지 강화, 기초생활보장법의 지원을 받지 못하는 410만 명의 비수급 저소득층에 대한 지원, 공교육 정상화를 대표적인 교육 및 복지 정책으로 제시했다. 구체적으로 영·유아 무상 보육 및 교육을 위해 예산을 국내총생산 대비 1%까지 늘리겠다고 공약하였다. 공교육 정상화를 위해서 무상교육을 2016년부터 고등학교까지 확대 실시하며 혁신형 자율초등학교를 2013년까지 현재(2010년)보다 30% 늘리겠다고 밝혔다.

### 4대강, 세종시, 안보
한나라당
한나라당은 원칙적으로 세종시 수정안, 4대강 사업 추진을 공약으로 내세웠으며, 천안함 침몰 사건을 이전 정권 문제라고 강조했다.
야권연합
야권연합은 세종시 원안추진, 4대강 사업 전면철회, 천안함 침몰 사건에 대한 진상조사 요구와 함께 이명박 정권의 안보 문제를 지적하는데 주력했다.

## 여론 및 출구 조사
지방선거 이전 여론조사에서는 여당인 한나라당이 야당에 비해 크게 앞서는 것으로 조사되었다. 특히 서울특별시장의 오세훈 후보와 한명숙 후보는 적게는 10%에서 25%정도 차이가 나타나는 것으로 보도되었고, 인천광역시와 강원도 광역자치단체 선거에서도 한나라당 후보가 야권 연합 후보에 비해 크게 앞서는 것으로 나타났다.
그러나 선거 당일 KBS와 SBS, MBC 방송 3사가 합동으로 실시한 2010년 제5회 지방선거 출구조사에 의하면, 기존 여론조사와 달리 서울특별시에서는 오세훈과 한명숙이 0.2%차로 경합을 벌였고, 인천광역시와 강원도에서 야권 연합 후보가 한나라당 후보보다 높은 지지율을 받는 것으로 나타났고 이러한 예측은 거의 완벽하게 들어맞았다.

## 선거 결과
이번 대한민국 제5회 지방 선거는 한국에서 민선 지방 선거가 실시된 후 두 번째로, 15년 만에 최고인 54.4%의 투표율을 기록하였다. 특히 젊은 세대의 투표 참여율이 증가하여 젊은 층의 정치에 대한 인식이 바뀐 것이 아니냐는 아직은 조심스러운 전망도 나왔다.

### 광역단체장
광역단체장 선거 개표 결과 민주당이 7곳, 한나라당이 6곳, 자유선진당이 1곳, 무소속이 2곳에서 승리하였다. 특히 서울특별시장 선거에서는 출구조사 결과가 0.2%차로 나왔는데, 개표 도중 득표 순위가 4번이나 뒤바뀌는 등 접전 끝에 오세훈 후보가 3만여 표차로 승리하였다. 한나라당의 전통적인 지지기반으로 여겨졌던 강원도와 경상남도에서 여당이 야권 후보에게 패하는 등 많은 이변이 일어났다. 이 지역들에서의 패배는 한나라당이 이번 선거에서의 패배를 인정하게 되는 결정적 계기가 되었다. 이번 지방선거에서 한나라당과 자유선진당을 포함한 보수진영은 광역자치단체장 선거에서 서울에서는 부촌이 있고 소득이 높은 강남3구와 강동구를 포함한 동남권과 용산구, 양천구 등의 기타 한나라당 강세지역, 그리고 여의도를 낀 영등포구와 도심권인 종로구, 중구, 그리고 동북권에서 보수성향이 강한 도봉구, 중랑구, 동대문구, 성동구 등지에서 이겼고, 경기도에서는 외곽지역과 최전방지역, 근접지역과 군사적 영향력이 강한 지역, 대도시권 보수 강세 지역과 대도시권 부촌 지역, 몇몇 대도시권 위성도시 등지에서 승리, 대전에서는 전 지역 승리, 충남에서는 논산시를 제외한 전 지역에서 과반수 이상 득표를 했으며, 충북에서는 남부3군과 강원도와 영남의 영향을 받는 충북 동부지역, 대부분 농촌지역에서 이겼으며, 대구, 경북에서는 전 지역에서 이겼고, 부산과 울산에서도 전 지역에서 이겼다. 하지만 경남에서는 마산, 진해, 통영, 밀양, 창녕, 산청, 거창, 합천 등 서부경남 일부 지역에서만 이겼다. 또 강원도에서도 보수진영은 속초, 고성, 양양, 인제, 홍천, 화천, 양구, 철원 등 최전방과 실향민 거주 지역에서만 이겼다. 다만 서울에서는 동북권, 서북권, 서남권 대다수 지역에서는 큰 표차가 나지 않았다. 경기 지역 역시 수원 등을 비롯한 지역은 접전을 펼쳤다. 인천에서도 섬지역인 강화군, 옹진군에서만 이겼다. 반면 민주당은 서울에서는 동북권 대부분 지역과 서북권 대부분 지역, 서남권 대부분 지역을 석권한 것은 물론, 인천에서도 부평권은 물론, 보수정당 텃밭이던 원도심권과 부촌인 연수구에서도 승리, 다만 경기도에서는 대도시권 위성도시 일부에서만 승리했다. 충남에서는 논산만 과반수 득표를 했고, 충북은 청주와 보수세 강세인 충주에서 이겼다. 경상남도에서는 한나라당의 전통적 텃밭이던 서부경남 지역에서도 이겼다. 강원도에서는 춘천, 원주 등의 영서권을 석권한 것은 물론, 강릉, 동해, 삼척, 영월, 평창, 태백, 정선 등의 한나라당 텃밭이던 영동권에서도 이겼다.
광역단체장 투표율은 제주특별자치도가 65.08%로 가장 높게 나타났으며 대구광역시가 45.94%로 가장 낮게 나타났다.

광역자치단체장 선거 결과

광역자치단체장 선거 투표율

| 지역               | 기호   | 후보   | 정당       | 득표수    | 득표율 | 비고 |
| ------------------ | ------ | ------ | ---------- | --------- | ------ | ---- |
| 서울특별시장       | 1      | 오세훈 | 한나라당   | 2,059,715 | 47.43% | 재선 |
| 인천광역시장       | 2      | 송영길 | 민주당     | 556,902   | 52.69% |      |
| 경기도지사         | 1      | 김문수 | 한나라당   | 2,271,492 | 52.20% | 재선 |
| 강원도지사         | 2      | 이광재 | 민주당     | 388,442   | 54.36% |      |
| 대전광역시장       | 3      | 염홍철 | 자유선진당 | 276,122   | 46.67% | 재선 |
| 충청남도지사       | 2      | 안희정 | 민주당     | 367,288   | 42.25% |      |
| 충청북도지사       | 2      | 이시종 | 민주당     | 349,913   | 51.22% |      |
| 광주광역시장       | 2      | 강운태 | 민주당     | 297,003   | 56.73% |      |
| 전라남도지사       | 2      | 박준영 | 민주당     | 629,984   | 68.3%  | 3선  |
| 전라북도지사       | 2      | 김완주 | 민주당     | 569,980   | 68.67% | 재선 |
| 부산광역시장       | 1      | 허남식 | 한나라당   | 770,507   | 55.42% | 3선  |
| 대구광역시장       | 1      | 김범일 | 한나라당   | 633,118   | 72.92% | 재선 |
| 울산광역시장       | 1      | 박맹우 | 한나라당   | 279,421   | 61.26% | 3선  |
| 경상남도지사       | 7      | 김두관 | 무소속     | 807,698   | 53.54% |      |
| 경상북도지사       | 1      | 김관용 | 한나라당   | 913,812   | 75.36% | 재선 |
| 제주특별자치도지사 | 9      | 우근민 | 무소속     | 110,588   | 41.40% | 3선  |
| 투표율             | 투표율 |        | 합계       |           |        |      |

### 광역의원
정당별 당선자수
| 정당       | 지역구 | 비례대표 | 총 당선자수 |
| ---------- | ------ | -------- | ----------- |
| 한나라당   | 252    | 36       | 288         |
| 민주당     | 328    | 32       | 360         |
| 자유선진당 | 38     | 3        | 41          |
| 민주노동당 | 18     | 6        | 24          |
| 진보신당   |        | 3        | 3           |
| 국민참여당 | 3      | 2        | 5           |
| 미래연합   | 1      |          | 1           |
| 친박연합   | 1      | 2        | 3           |
| 무소속     | 36     |          | 36          |
| 합계       | 680    | 81       | 761         |

각 의회별
| 지역 | 한나라당 | 민주당 | 자유선진당 | 민주노동당 | 진보신당 | 국민참여당 | 미래연합 | 친박연합 | 무소속 | 계  |
| ---- | -------- | ------ | ---------- | ---------- | -------- | ---------- | -------- | -------- | ------ | --- |
| 서울 | 27       | 79     |            |            |          |            |          |          |        | 106 |
| 인천 | 6        | 23     |            | 1          |          | 1          |          |          | 2      | 33  |
| 경기 | 42       | 76     |            | 1          | 1        | 2          |          |          | 2      | 124 |
| 강원 | 22       | 14     |            |            |          |            |          |          | 6      | 42  |
| 대전 | 1        | 5      | 16         |            |          |            |          |          |        | 22  |
| 충남 | 6        | 13     | 21         |            |          |            |          |          |        | 40  |
| 충북 | 4        | 22     | 4          | 1          |          |            |          |          |        | 31  |
| 광주 |          | 20     |            | 2          |          |            |          |          |        | 22  |
| 전남 | 1        | 49     |            | 3          |          |            |          |          | 4      | 57  |
| 전북 | 1        | 35     |            | 2          |          |            |          |          |        | 38  |
| 부산 | 40       | 2      |            |            |          |            |          |          | 5      | 47  |
| 대구 | 27       |        |            |            |          |            |          | 1        | 1      | 29  |
| 울산 | 13       |        |            | 7          |          |            |          |          | 2      | 22  |
| 경남 | 38       | 3      |            | 5          | 2        | 1          |          |          | 5      | 54  |
| 경북 | 48       | 1      |            |            |          |            | 1        | 2        | 6      | 58  |
| 제주 | 12       | 18     |            | 2          |          | 1          |          |          | 3      | 36  |
| 합계 | 288      | 360    | 41         | 24         | 3        | 5          | 1        | 3        | 36     | 761 |

한나라당 비례득표

민주당

자유선진당

광역자치의회의원 선거에서도 민주당쪽에서 당선된 곳이 많았다. 서울특별시의회와 경기도의회의 경우 여권 광역단체장이 적은 득표차로 연임에 성공했으나, 의원은 야권 후보가 훨씬 많이 당선되면서 여소야대 의회가 구성되었다. 그러나 반대로 야권 광역자치단체장이 승리한 강원도의회와 경상남도의회는 한나라당이, 충청남도의회에서는 자유선진당이 다수를 차지하여, 정반대의 현상이 일어났다.
군소 진보·중도개혁 정당들의 약진
광역의원 선거 및 비례대표 선거에서 군소 진보 정당의 후보들이 지난 선거 때보다 많이 뽑혔다. 2006년 지방선거에서 광역의원 15명을 배출했던 민주노동당은 24명의 의원을 당선시켰으며, 진보신당 소속 광역의원은 1명에서 3명으로 늘어났다. 이번 선거부터 참가한 신당 국민참여당은 5명의 광역의원을 배출했다. 특히 수도권 및 경남지역에서 표를 많이 얻었다. 그러나 야권연합으로 인해 진보 정당들의 비례대표 지지율 및 득표율에서 민주당으로 표가 쏠리는 현상이 일어났고, 앞으로 진보 정당들의 행보에도 영향을 미칠 것이라는 전망이 나왔다.

민주노동당
진보신당
국민참여당

각 의회별 득표
| 지역 | 한나라당           | 민주당             | 자유선진당      | 민주노동당        | 진보신당        | 국민참여당        | 미래연합        | 사회당         | 친박연합        | 평화민주당     | 합계       |
| ---- | ------------------ | ------------------ | --------------- | ----------------- | --------------- | ----------------- | --------------- | -------------- | --------------- | -------------- | ---------- |
| 서울 | 1,807,719          | 1,790,556          | 143,282         | 168,821           | 169,137         | 212,307           | 13,472          | 3,295          | 46,435          | 13,209         | 4,368,233  |
| 인천 | 429,816            | 441,035            | 29,458          | 59,585            | 34,763          | 44,737            |                 | 2,130          |                 | 7,285          | 1,048,809  |
| 경기 | 1,864,719          | 1,667,565          | 99,974          | 207,018           | 108,282         | 436,861           | 67,005          | 12,415         |                 |                | 4,463,839  |
| 강원 | 340,178            | 277,346            |                 | 44,324            | 17,916          | 30,849            |                 | 5,804          |                 |                | 716,417    |
| 대전 | 145,394            | 174,876            | 216,880         | 14,854            | 8,695           | 22,402            |                 | 1,007          |                 | 2,120          | 586,228    |
| 충남 | 205,962            | 244,079            | 328,478         | 32,669            | 15,071          | 23,081            | 11,082          | 4,890          |                 |                | 865,312    |
| 충북 | 229,892            | 306,419            | 53,167          | 28,577            | 10,345          | 24,462            | 19,385          | 4,296          |                 |                | 676,543    |
| 광주 | 43,274             | 290,617            |                 | 87,638            | 23,468          | 66,444            |                 | 1,294          |                 | 6,925          | 519,660    |
| 전남 | 78,169             | 568,992            |                 | 152,819           | 22,123          | 54,311            |                 | 9,738          |                 | 31,341         | 917,493    |
| 전북 | 103,981            | 507,673            |                 | 89,812            | 32,196          | 66,315            |                 | 6,057          |                 | 16,693         | 822,727    |
| 부산 | 712,811            | 383,188            |                 | 114,692           | 53,100          | 105,955           |                 | 7,993          |                 |                | 1,377,739  |
| 울산 | 219,233            |                    |                 | 157,333           | 27,933          | 37,351            | 8,316           | 2,825          |                 |                | 452,991    |
| 경남 | 722,880            | 268,630            | 35,022          | 218,999           | 57,532          | 103,857           |                 | 7,909          | 86,268          |                | 1,501,097  |
| 대구 | 482,023            | 99,271             | 30,696          | 41,336            | 24,397          | 48,574            | 15,857          | 1,753          | 124,219         |                | 868,126    |
| 경북 | 747,042            | 135,963            |                 | 70,978            | 32,770          | 70,887            | 24,386          | 6,212          | 122,815         |                | 1,211,053  |
| 제주 | 96,878             | 95,980             |                 | 29,909            | 9,618           | 26,558            |                 | 3,639          |                 | 5,519          | 268,101    |
| 전국 | 8,230,001 (39.83%) | 7,252,190 (35.10%) | 936,957 (4.53%) | 1,519,364 (7.35%) | 647,346 (3.13%) | 1,374,951 (6.65%) | 159,503 (0.77%) | 81,257 (0.39%) | 379,737 (1.84%) | 83,092 (0.40%) | 20,664,368 |

### 기초단체장
정당별당선자수
| 정당         | 당선자수 |
| ------------ | -------- |
| 한나라당     | 82       |
| 민주당       | 92       |
| 자유선진당   | 13       |
| 민주노동당   | 3        |
| 국민중심연합 | 1        |
| 미래연합     | 1        |
| 무소속       | 36       |
| 합계         | 228      |

기초자치단체장 선거 결과

기초자치단체장의 경우에는 지역에 따라 큰 차이를 보였다. 서울, 인천, 광주, 전북의 경우, 민주당과 연대한 민주세력이 큰 승리를 보였으나 대구와 부산, 울산, 경남, 경북에서는 한나라당이 우세를 보였다. 전남의 한나라당 당선자는 없었으나 무소속 후보가 이전 선거에 비해 많이 당선되었고 대전과 충남, 충북은 민주당과 한나라당이 비슷한 결과를 내는 사이, 자유선진당이 많은 기초자치단체장을 배출하였다. 경기와 강원은 민주당과 한나라당이 우세하는듯 하나 두드러지는 모습을 보이지는 않았다. 제주도의 경우 특별자치도가 되면서 이번 선거부터 제주시와 서귀포시의 시장을 선출하지 않았으며, 경상남도의 마산시와 진해시의 경우에도 창원시와의 통합이 확정됨에 따라 3개 시 모두 한 선거구로 통합하여 시장을 선출하였다. 또한 이번 자치단체장 선거에서는 민주노동당이 기존의 울산 북구를 재탈환하는 것 이외에 민주당과의 야권 연합을 통해 인천시 동구와 남동구에서 승리하였다.
지역별
| 지역       | 한나라당 | 민주당 | 자유선진당 | 민주노동당 | 국민중심연합 | 미래연합 | 무소속 | 계  |
| ---------- | -------- | ------ | ---------- | ---------- | ------------ | -------- | ------ | --- |
| 서울특별시 | 4        | 21     |            |            |              |          |        | 25  |
| 인천광역시 | 1        | 6      |            | 2          |              |          | 1      | 10  |
| 경기도     | 10       | 19     |            |            |              |          | 2      | 31  |
| 강원도     | 10       | 4      |            |            |              |          | 4      | 18  |
| 대전광역시 | 1        | 1      | 3          |            |              |          |        | 5   |
| 충청남도   | 4        | 3      | 7          |            | 1            |          | 1      | 16  |
| 충청북도   | 3        | 5      | 3          |            |              |          | 1      | 12  |
| 광주광역시 |          | 4      |            |            |              |          | 1      | 5   |
| 전라남도   |          | 15     |            |            |              |          | 7      | 22  |
| 전라북도   |          | 13     |            |            |              |          | 1      | 14  |
| 부산광역시 | 13       |        |            |            |              |          | 3      | 16  |
| 대구광역시 | 6        |        |            |            |              |          | 2      | 8   |
| 울산광역시 | 3        |        |            | 1          |              |          | 1      | 5   |
| 경상남도   | 11       | 1      |            |            |              |          | 6      | 18  |
| 경상북도   | 16       |        |            |            |              | 1        | 6      | 23  |
| 합계       | 82       | 92     | 13         | 3          | 1            | 1        | 36     | 228 |

### 기초의원
| 정당         | 지역구 | 비례대표 | 총 당선자수 |
| ------------ | ------ | -------- | ----------- |
| 한나라당     | 1087   | 160      | 1247        |
| 민주당       | 871    | 154      | 1025        |
| 자유선진당   | 95     | 22       | 117         |
| 민주노동당   | 90     | 25       | 115         |
| 창조한국당   | 1      |          | 1           |
| 진보신당     | 22     |          | 22          |
| 국민중심연합 | 2      |          | 2           |
| 국민참여당   | 17     | 7        | 24          |
| 미래연합     | 10     | 1        | 11          |
| 친박연합     | 12     | 7        | 19          |
| 무소속       | 305    |          | 305         |
| 합계         | 2512   | 376      | 2888        |

### 교육감

교육감 선거 결과 (전교조 명단 공개와 무상급식 도입 찬반에 따라 진보와 보수로 나눔)

교육감 선거 투표 결과에서 최초의 진보성향 교육감으로 6명이 투표로 당선되었다. 특히 인천을 제외한 수도권, 호남지역 교육감의 경우 모두 진보 후보가 당선되었고, 그중 강원도와 광주의 경우는 전교조 출신 후보가 당선됨에 따라 보수적인, 수월성 교육을 추구하는 이명박 정부의 교육정책의 실효성에 제동이 걸릴 것으로 예상되었다. 하지만 교육감의 경우는 여전히 보수성향이 강세를 보였는데, 충청권과 영남권은 모두 보수성향이 강세를 보였다. 그리고 보수 표의 분열도 서울, 경기에서 진보교육감이 당선되는 데 큰 역할을 하였다.
| 지역           | 후보   | 성향 | 득표수    | 득표율 | 비고 |
| -------------- | ------ | ---- | --------- | ------ | ---- |
| 서울특별시     | 곽노현 | 진보 | 1,459,535 | 34.3%  |      |
| 광주광역시     | 장휘국 | 진보 | 206,264   | 39.8%  |      |
| 대구광역시     | 우동기 | 보수 | 269,762   | 31.3%  |      |
| 대전광역시     | 김신호 | 보수 | 240,804   | 41.6%  |      |
| 부산광역시     | 임혜경 | 보수 | 271,699   | 20.0%  |      |
| 울산광역시     | 김복만 | 보수 | 169,212   | 37.4%  |      |
| 인천광역시     | 나근형 | 보수 | 259,888   | 25.4%  |      |
| 강원도         | 민병희 | 진보 | 281,805   | 39.9%  |      |
| 경기도         | 김상곤 | 진보 | 1,846,083 | 42.3%  |      |
| 경상남도       | 고영진 | 보수 | 385,466   | 25.9%  |      |
| 경상북도       | 이영우 | 보수 | 817,019   | 73.9%  | 재선 |
| 전라남도       | 장만채 | 진보 | 453,760   | 55.0%  |      |
| 전라북도       | 김승환 | 진보 | 236,937   | 29.0%  |      |
| 충청남도       | 김종성 | 보수 | 578,991   | 69.2%  |      |
| 충청북도       | 이기용 | 보수 | 310,358   | 46.3%  |      |
| 제주특별자치도 | 양성언 | 보수 | 129,543   | 47.9%  |      |

## 정당별 반응
한나라당
선거에서 예상보다 부진하며 언론에서 사실상 패배했다고 평가받은 한나라당은 심각한 충격에 빠졌다. 당 지도부 및 당 대표인 정몽준은 이번 선거의 패배를 책임지기 위하여 사퇴의사를 표명하였다. 선거 전 각종 여론 조사로 압승을 예상했던 한나라당은 승리가 확실시 되어온 인천광역시 및 강원도, 그리고 한나라당의 텃밭으로 평가되는 경남지역과, 서울지역의 구청장 선거에서도 패하고 서울특별시장 또한 근소한 차이로 간신히 이기자 천안함 침몰 사건과 4대강 사업, 세종시 문제가 역풍이 되어 돌아온 것은 아니냐고 분석하였으며 주요 외신들도 이들 사건들에 대한 역풍으로 인해 패배했다고 분석했다. 결국 한나라당은 정국 운영의 진로에 대대적인 변화를 가져올 수 밖에 없다는 반응이다. 하지만 이명박은 청와대를 비롯한 정부 인사들의 쇄신에 대해 미온적인 입장을 밝히면서 당정간의 갈등이 심화되던 가운데 한나라당내 소장파 초선 의원들은 이명박 정부에 '전면 쇄신'요구를 하면서 당정간의 갈등이 빚어지기도 했다. 그러나 지지하는 정당에 투표하는 광역의원 비례대표투표결과에서는 39.8%로 민주당을 제치고 1위를 자치했으며 전국 16개 지역중 9곳에서 민주당을 앞선 것으로 나타났다. 이에 당내 일각에서는 전체득표수에서는 앞섰다며 정당지지도에서는 여전히 한나라당이 앞서있음을 확인한 선거였다고 반론을 제기하기도 했다.
민주당
이번 선거에서 승리한 것으로 평가되는 야권은 이번 선거를 '현 정권에 대한 국민의 심판'이라 평가하며 여당 및 정부의 정책 수정을 강력히 주장하였다. 민주당의 우상호 대변인은 "이명박 정권의 독선과 오만에 대한 국민적 심판이며 견제세력이 필요하다는 국민의 지혜가 담긴 선거 결과"라며 "또한 범야권과 시민사회 공동의 승리"라고 이번 선거를 평가하였다. 또한 "서민.중산층의 정당, 민주 정당, 남북평화와 화해협력을 추진하는 야당 본연의 임무를 더욱 성실히 수행해 나갈 것"이라며 "나아가 이번 선거에서 드러난 국민의 질책과 격려를 겸허히 받아들일 것"이라고 밝혔다.
자유선진당
충청권에서 대부분의 당선자를 낼 것이라 생각했던 자유선진당은 대전에만 당선자를 내는 예상보다 저조한 성적을 거두며 실망감을 감추지 않았다. 이회창은 지방선거 패배에 대한 책임을 지고 사퇴하였으나 당을 이끌어야 할 지도자가 있어야 한다는 당원들의 설득에 따라 사퇴를 번복하였다.
민주노동당
지난 선거에 비해 많은 당선자를 배출해 높은 당선 비율을 이루어낸 것에 대해 민주노동당의 우위영 대변인은 브리핑에서 이번 지방선거를 "야권의 승리를 넘어, 우리 국민의 위대한 승리다"라고 평가했다. 또, 국민들에게 감사다하며 진보정치 실현을 위해 헌신하겠다는 입장을 밝혔다.
진보신당
노회찬은 지방선거 결과에 대해 책임지고 사실상 사퇴 의사를 밝혔다. 경기도지사 후보를 중도 사퇴한 심상정에 대해서는 당내에서 징계 요구 결의안이 제출되었으나, 부결되었다. 진보신당은 지방의원 25명을 배출했다.
국민참여당
국민참여당은 창당 5개월밖에 안됐음에도 불구하고 전국 평균 6.6%의 지지율을 받으며 한나라당, 민주당, 민주노동당에 이어 4위의 성적을 낸 것은 양호하다는 평가다. 국민참여당은 29명의 지방 의원을 배출했다. 유시민도 군소정당으로써 민주당에 승리하여 야권 단일화를 시킨 후 심상정과의 단일화에도 성공하며 정치력을 보여줬다는 평가를 받았다. 김문수와의 득표율 격차도 4%P에 불과하여 좋은 성적을 거두었다는 평가를 받고있다.
미래연합 및 친박연합
별다른 성과를 이루지 못하였다. 미래연합은 기초단체장 1곳에서 승리하였다.

## 특징
지역주의 퇴색
호남지역에서 줄곧 한자릿수 이상의 득표율을 기록하지 못하던 한나라당의 후보들이 두 자릿수의 득표율을 기록하였고 기초의회의석도 2석을 배출했다. 이로 인해 당내에서 대호남 정책의 변화를 주문하는 목소리도 나왔다. 민주당 역시 대구와, 경상북도에서도 한자릿수 이상의 득표율을 기록하여 전체적으로 지역주의가 퇴색되는 경향을 보였다. 경상남도의 이러한 변화는 정치적 고향이 경남이었던 노무현의 영향력 때문이라는 분석도 있다.
트위터를 통한 투표 독려
또한 젊은층 사이에서 트위터를 통한 투표독려도 눈에 띄는 변화였다. 인기 연예인들은 아침부터 투표장 앞에서 ‘인증샷’을 찍어 올렸고 연예인들을 따르는 팔로워들은 이 때문에 투표하는 사람들이 더 많아졌다는 분석이다. 또한 화가 임옥상은 투표소 앞에서 인증샷을 찍어올리는 사람들을 뽑아 자신의 작품을 선물로 주겠다는 이벤트를 벌이기도 했다. 트위터를 통한 이러한 변화는 15년만의 최고 투표율을 기록하는데도 기여했다는 평가를 받고있다.

## 같이 보기
- 대한민국 지방선거